# Цыбенко, Константин Евстафьевич
Константин Евстафьевич Цыбенко (1902 — 1967) — председатель колхоза «Большевик» Шосткинского района Сумской области Украинской ССР, Герой Социалистического Труда.

## Биография
Родился в 1902 году в селе Боровица в крестьянской семье. Украинец по национальности. В 14 лет пошёл работать к помещику.
В 1921 году окончил Черкасскую агропрофшколу, в 1929 году — Уманский сельскохозяйственный институт. Работал агрономом в Киевской и Кировоградской областях, затем заведовал учебной частью сельскохозяйственного техникума в городе Орехов Запорожской области. В 1934—1941 годах на руководящих должностях в Народном комиссариате земледелия УССР.
В 1941—1943 годах работал старшим агрономом машинно-тракторной станции (МТС) в Ростовской и Волгоградской областях, в 1943—1950 годах — начальник управления в Министерстве сельского хозяйства УССР.
В 1950 году изъявил желание пойти на работу в отстающий колхоз, был избран председателем колхоза «Большевик» Шосткинского района Сумской области, которым руководил больше 15 лет. За короткие сроки вывел колхоз в передовые.
В 1950 году колхозы «Червоний партизан» (село Погребки) и имени Второй пятилетки (село Свирж) объединились в один под названием «Большевик», председателем которого избрали К.Е. Цыбенко. В 1956 году к колхозу «Большевик» присоединилась артель имени Кирова (село Остроушки). В хозяйстве стало 5668 гектаров сельскохозяйственных угодий, в том числе 3851 гектаров пахотной земли, 1022 гектаров сенокосов и пастбищ. Укрупнение колхозов дало возможность более рационально использовать трудовые ресурсы, средства и технику. Правление разработало мероприятия, направленные на повышение плодородия почвы. Для малоплодородных пойменных земель требовалось много минеральных удобрений. Но их не хватало. Поэтому уделили должное внимание сбору и внесению в грунт органических удобрений. В поймах рек Ивотки и Десны осушили около 300 гектаров заболоченных земель. Колхозники соорудили восемь прудов, подняли грунтовые воды. Были расширены посевные площади под озимой пшеницей, кукурузой, бобовыми культурами и соответственно уменьшены под малоурожайными яровыми пшеницей и ячменем.
В 1953 году начали выращивать кормовой люпин. Семена этой культуры стали отправлять в колхозы своей республики, Литвы, Чувашии, Смоленской и Ярославской областей.
В 1951—1955 годах посевные площади под озимой пшеницей выросли в шесть раз. Значительное место в севообороте заняла конопля. В результате проведенных мероприятий валовой сбор зерна за пятую пятилетку возрос в два раза, денежные доходы — более чем в 10 раз. В 1950-е годы колхоз несколько раз был участником Всесоюзной сельскохозяйственной выставки.
Заметных успехов достиг колхоз в развитии животноводства. Молочные фермы пополнялись высокопродуктивными коровами лебединской и холмогорской пород, свинофермы – поголовьем свиней кролевецкой породы. Была создана мощная кормовая база. Для скота построены добротные помещения, оборудованные автопоилками, подвесными дорожками, электродоильными агрегатами. Решающую роль в дальнейшем развитии общественного животноводства сыграли кадры. Правление колхоза организовало трехгодичные зоотехнические курсы, на которых работники ферм изучали основы зоотехники и передовой опыт лучших животноводов области и страны. Колхоз посетила дважды Герой Социалистического Труда доярка М. X. Савченко. С каждым годом улучшалось производство, внедрялся агротехнический комплекс, более рационально использовались земли.
В 1952 году была разработана и внедрена система нормирования выполняемой работы, а также премирование за высокопроизводительный и качественный труд колхозников. Для улучшения организации труда и трудовой дисциплины в производственных бригадах созданы партгруппы. В целях совершенствования организации труда и повышения материальной заинтересованности колхозников в 1957 году здесь введена ежемесячная денежная оплата труда колхозников. Производственные успехи, достигнутые колхозом в 1950-е годы, стали прочной основой повышения уровня общественного производства и роста благосостояния колхозников в последующее время.
Указом Президиума Верховного Совета СССР от 26 февраля 1958 года «за особые заслуги в развитии сельского хозяйства и достижение высоких показателей по производству зерна, сахарной свеклы, мяса, молока и других продуктов сельского хозяйства и внедрение в производство достижений науки и передового опыта» Цыбенко Константину Евстафиевичу присвоено звание Героя Социалистического Труда с вручением ордена Ленина и золотой медали «Серп и Молот».
Делегат ХХ-XXII съездов КПСС (1956, 1959, 1961). Избирался депутатом Верховного Совета СССР 4-6-го созывов (в 1954-1966 годах).
Жил в селе Погребки, последние годы жизни — в Киеве. Умер в 1967 году. Похоронен на Байковом кладбище в Киеве.

## Награды и звания
- Медаль «Серп и молот» (1958 год)
- Орден Ленина (1958)
- Орден «Знак Почёта»
- медали
- Заслуженный агроном УССР (1958)

## Память
Именем Константина Евстафьевича Цыбенко названа улица в селе Погребки.